# Devilert Arsene Kimbembe
Devilert Arsene Kimbembe, född 14 september 1984, är en friidrottare från Kongo-Brazzaville. Han deltog vid olympiska sommarspelen 2012.